# عقربه ساعت
عقربه یا نشانگر نام نوعی وسیله فلزی،پلاستیکی یا ... است که برای نشان دادن زمان در برخی از ساعت های مچی و دیواری به کار میرود.عقربه برای اعلام ثانیه،دقیقهو ساعت استفاده میشود.
گرآورنده: بردیا اکبری
با تشکر از ویکی انبار و ویکی پدیا.

## تاریخچه
ساعت در ابتدا دارای عقربه بوده است،در زمان ساعت خورشیدی عقربه وجود داشت.
امروزه از عقربه در برخی ساعت ها استفاده میشود.
1. ↑  رحمانی, محمد; آذری, طاهره (2020-12-21). "ارزیابی آسیب‌پذیری منابع آب زیرزمینی توسط آلاینده‌های صنعتی انبار نفت ساری". Environmental Sciences. 18 (4): 0–0. doi:10.52547/envs.18.4.55. ISSN 1735-1324.